# Rävtjärnarna (Järna socken, Dalarna)
Rävtjärnarna är en sjö i Vansbro kommun i Dalarna och ingår i Dalälvens huvudavrinningsområde.